# Louis-Auguste-Julien Philippe
Louis-Auguste-Julien Philippe, francoski general, * 1879, † 1969.